# أولاد الداودي الحصبة (أولاد الصغير)
أولاد الداودي الحصبة هو دُوَّار يقع بجماعة أولاد الصغير، إقليم سطات، جهة الدار البيضاء سطات في المملكة المغربية. ينتمي الدوّار لمشيخة أولاد الصغير التي تضم 29 دوار. يقدر عدد سكانه بـ 318 نسمة حسب الإحصاء الرسمي للسكان والسكنى لسنة 2004.

## روابط خارجية
- البوابة الوطنية للجماعات الترابية
- المندوبية السامية للتخطيط